# Flaga Tajlandii
Flaga Tajlandii – składa się z pięciu poziomo ułożonych pasów w trzech kolorach: czerwonym, białym i niebieskim, które symbolizują kolejno naród tajski, religię (buddyzm) oraz monarchię. Ten trójbarwny wzór flagi, nazywanej przez Tajów ธงไตรรงค์ (Thong Trairong), co znaczy trójbarwna flaga, został oficjalnie ustanowiony 28 września 1917 roku przez króla Vajiravudha (Ramę VI). Proporcje flagi wynoszą 2:3.

## Historia flagi
Pierwsza flaga Tajlandii była najprawdopodobniej jednobarwna (czerwona). W późniejszym czasie na środku został dodany wizerunek białego słonia, reprezentującego monarchię absolutną. Taki wzór był używany do 1915 r. Zgodnie z podaniami, w tym roku król Vajiravudh podczas podróży zauważył, że nad jednym z domów powiewała flaga zawieszona do góry nogami, więc aby zapobiec niewłaściwemu jej wieszaniu w przyszłości zaprojektował on nowy wzór flagi. Wzorem flag wielu krajów europejskich, stworzył wzór przedstawiający poziome pasy w dwóch kolorach: czerwonym i białym. W czasie I wojny światowej dodano niebieski pas, z wdzięczności wobec Francji za pomoc w wojnie.

### Historyczne flagi Tajlandii

Pierwsza flaga Tajlandii
Flaga Tajlandii sprzed 1916
Flaga Tajlandii 1916–1917

## Znaczenie
Zarówno flaga, jak i hymn i godło, ma bardzo duże znaczenie dla Tajów. Codziennie o godzinie 8:00 flaga jest wznoszona w każdej tajskiej wiosce i miasteczku, a o godzinie 18:00 jest ona opuszczana, czemu towarzyszy odegranie hymnu państwowego.